# Le Langon
Le Langon település Franciaországban, Vendée megyében. Lakosainak száma 1050 fő (2022. január 1.). Le Langon Chaillé-les-Marais, Mouzeuil-Saint-Martin, Petosse, La Taillée, Vouillé-les-Marais, Les Velluire-sur-Vendée és Auchay-sur-Vendée községekkel határos.

## Népesség
A település népességének változása:
| Lakosok száma | 1137 | 1076 | 1083 | 1028 | 1011 | 993  | 1012 | 1031 | 1050 |
|               | 2013 | 2015 | 2016 | 2017 | 2018 | 2019 | 2020 | 2021 | 2022 |